# Джариашени
Джариашени (груз. ჯარიაშენი) — село в Грузии, в Горийском муниципалитете края Шида-Картли
Расположено на равнине Шида-Картли, на высоте 800 метров над уровнем моря, в 18 км к северу от административного центра Гори.

## Население
По переписи 2014 года в селе проживало 235 человек.
| год переписи | численность | мужчины | женщины |
| ------------ | ----------- | ------- | ------- |
| 2002         | 301         | 149     | 152     |
| 2014         | ▼ 235       | 118     | 117     |

## Достопримечательности
- Церковь Святого Георгия

## Топографические карты
- Лист карты K-38-65 Ленингори. Масштаб: 1 : 100 000. Издание 1979 г.